# 1855年大西洋飓风季
1855年大西洋飓风季的活跃度很低，确认存在的只有五个热带气旋，这其中部分曾登陆美国墨西哥湾沿岸地区、大安的列斯群岛和墨西哥，但没有任何风暴登陆美国东岸。据信8月末至9月初在加拿大大西洋省份近海还有另一场热带风暴存在，但美国国家飓风中心的大西洋飓风正式数据库没有收录。第一号飓风是本季第一个天气系统，最早是在8月6日发现。第五号飓风是本季最后一个气旋，于9月17日失去踪影，都在大西洋盆地每年绝大多数热带天气活动的时间范围内。此外，本季曾有两个热带气旋同时存在。由于缺乏数据，有两个气旋的完整路径和强弱变化已经无从考证，只能确认风暴曾在某位置经过。
全季五个热带气旋中有四个达到飓风强度，其中一个还成为大型飓风，即在现代萨菲尔-辛普森飓风等级下达到三级或以上标准。第五号飓风的最大持续风速达到每小时205公里，属三级飓风，是本季最强烈的风暴，但只对路易斯安那州和密西西比州构成轻度破坏。本季首场风暴于8月上旬对墨西哥坦皮科局部地区构成严重破坏。此外，第四号热带风暴还重创小安的列斯群岛。
这年飓风季低迷的活跃程度还经累积气旋能量指数反映出来，数值仅有18，保持最低累积值纪录半个多世纪后才被气旋能量指数仅13的1907年大西洋飓风季超越。大致来说，气旋能量指数通过飓风强度和持续时间计算，强度越高、持续时间越长的风暴，其指数也相应越高。只有在热带天气系统风速达到或超过每小时63公里（34节）或热带风暴强度时才会计算该指数，并纳入全面的气象公告，并且亚热带气旋的指数不会计入累积数值。

## 风暴

### 第一号飓风
据《纽约时报》报导，本季首场飓风于8月6日位于墨西哥坦皮科附近。其最大持续风速为每小时165公里，在现代萨菲尔-辛普森飓风等级下属二级飓风标准。除此以外，风暴的移动路线和强度变化信息已不可考，但“伯卡尔汀号”（Bercaldine）三桅帆船收集的数据表明气旋有可能是7月末在加勒比海发展成型。坦皮科地区降下倾盆大雨，引发严重洪灾，重创商品和房产，停靠该市的11艘船有部分货物失落。帕努科河河口的引航站和要塞被水冲走。报导中称风暴引发“30年来坦皮科最恶劣的洪灾”。

### 第二号飓风
8月10日，“小詹姆斯·福斯特号”（James Foster Jr.）船只在纽芬兰岛开普雷斯（Cape Race）东南偏东方向约925公里海域遭遇飓风，所测持续风速达到每小时165公里，相当于二级飓风标准。“小詹姆斯·福斯特号”和“丽贝卡号”（Rebecca）的观测数据表明风暴快速向东北移动。最终于8月11日在爱尔兰岛以西约900公里洋面失去踪影。

### 第三号飓风
英国船只“沃夫林号”（HMS Walverine）在北纬12.5°，西经83°，尼加拉瓜马伊斯群岛以北约24公里海域发现飓风，并测得每小时130公里的持续风速。但是，“沃尔林号”在不久后失事，风暴的其他信息已无从考证。

### 第四号热带风暴
根据多份强风观测报告，气象部门推测8月24日清晨巴巴多斯东南偏东约400公里海域存在热带风暴。气旋起初向西移动，再于次日清晨转向西北偏西。不久后，风暴从格林纳达和圣文森特和格林纳丁斯之间经过向风群岛，在向西北方向穿越加勒比海期间达到风力时速110公里的最高强度。气旋略有减弱，于8月27日清晨以持续风速每小时95公里强度从圣佩德罗-德马科里斯附近登陆多米尼加共和国。风暴在伊斯帕尼奥拉岛上空缓慢减弱，最终于当天在海地邦巴多波利斯（Bombardopolis）附近失去踪影。
小安的列斯群岛受到相当严重的破坏，圣文森特岛部分道路和房屋被雨水冲毁，许多甘蔗田毁于一旦。该岛与巴巴多斯、多米尼克和马提尼克都有多艘船只失踪，现属美属维尔京群岛的圣克罗伊岛至少有一艘船被狂风摧毁。波多黎各和多明尼加共和国也出现狂风。

### 第五号飓风
9月15日，“孤儿号”（Orphan）船只在墨西哥湾中部遇到飓风，风力时速约为130公里。风暴在北上期间快速增强，于当天成为二级飓风。到了协调世界时9月16日凌晨0点，气旋已达到持续风速每小时205公里的最高强度，达到三级飓风标准，是本季最强烈的热带气旋和唯一的大型飓风。不久后，风暴以最高强度从路易斯安那州普拉克明堂区比勒斯（Buras-Triumph）附近登陆。气旋在向内陆移动期间逐渐减弱，于9月16日晚弱化成一级飓风。次日清晨，风暴又减弱成热带风暴，并于数小时后在阿拉巴马州中部上空逐渐消散。
气象学家认为，这是1819年后对美国墨西哥湾中部沿海地区破坏最严重的飓风。该州东部受到狂风和风暴潮影响，普罗克托维尔（Proctorville）的码头和浴室被水卷走。风暴登陆点附近的洪水有1.2米深。狂风和风暴潮共同影响，致使博格尼湖（Lake Borgne）畔许多房屋被毁。密西西比州沿海地区大部分建筑都被卷入大海。比洛西灯塔（Biloxi Lightouse）因根基受风暴侵蚀变成危楼。卡特岛灯塔（Cat Island Lighthouse）同样陷入“非常危险”的境地。密西西比河有许多船只受损或倾覆，其中包括“阿查法拉亚号”（Atchafalaya）、“··切诺维斯号”（J.S. Chenoweth）、“席普浅滩号”（Ship Shoal）和“威尼斯号”（Venice）。

### 第六號风暴
气象机构在实际操作中认定8月末至9月初还有另一场风暴存在。8月31日，“大西洋号”（Atlantic）船只在新斯科舍塞布尔岛西侧遭遇非常强劲的风力。气旋在加拿大大西洋省份近海迅速向东北偏东移动，最终于9月2日失去踪影，估计已转变成温带气旋。但是，美国国家飓风中心的大西洋飓风数据库没有收录这场风暴。